# Când Dumnezeu îți scrie povestea de dragoste
Când Dumnezeu îți scrie povestea ta de dragoste: Abordarea finală a relațiilor de tip Băiat / Fată (în engleză When God Writes Your Love Story) este o carte din 1999 a lui Eric și Leslie Ludy, un cuplu american căsătorit. După ce a devenit un bestseller pe piața cărților creștine, cartea a fost republicată în 2004 și apoi revizuită și extinsă în 2009.  Cartea spune povestea despre prima întâlnire a autorilor, despre a face curte și căsătorie. Autorii sfătuiesc persoanele singure să nu fie intime fizic sau emoțional unii cu alții, ci să aștepte sortitul/sortita pe care Dumnezeu l-a planificat pentru ei. Prima ediție a fost ambalată cu un CD single al soților Ludy: „Faithfully”, o melodie pe care au scris-o special pentru a însoți cartea.